# Plynárna
Plynárna je technologické zařízení sloužící k výrobě a skladování technických plynů, zejména používaných pro účely vytápění či osvětlení.

## Dějiny plynárenství
První veřejná plynárna vznikla roku 1813 v Londýně. Plyn se vyráběl zplyňováním uhlí, které bylo přiváženo říčními čluny po Temži a následně dopravováno koňskými povozy.
O další rozvoj plynárenství se zasloužil Johann Joseph von Prechtl, první rektor Vídeňské polytechniky (od roku 1974 Technická univerzita Vídeň), který v říjnu 1816 objevil průmyslově použitelnou technologii výroby svítiplynu z kamenného uhlí.
V českých zemích byla první veřejná plynárna zprovozněna v roce 1847 v Karlíně, tehdy ležícím mimo hranice královského hlavního města Prahy.

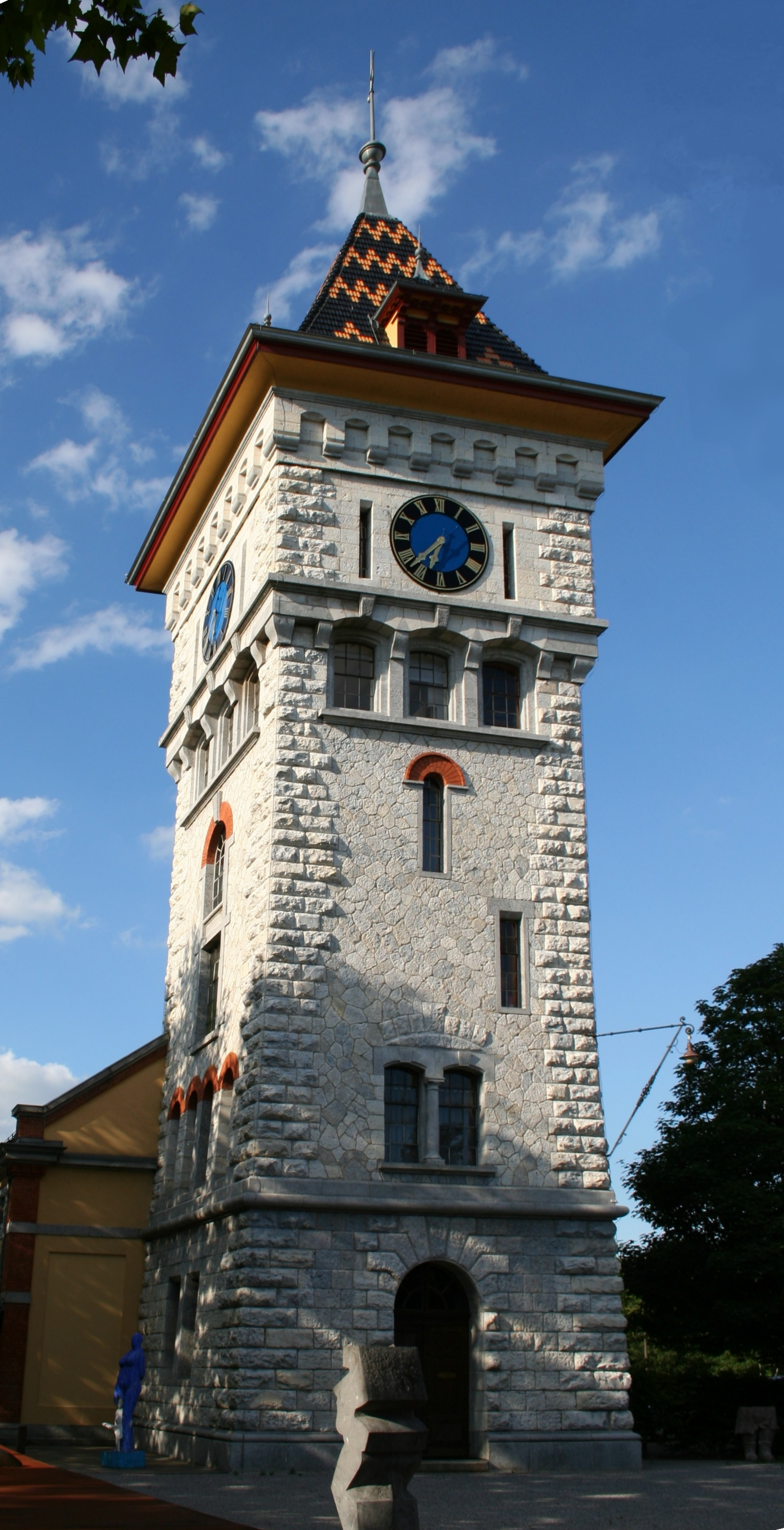
Věž plynárny ve Schlierenu
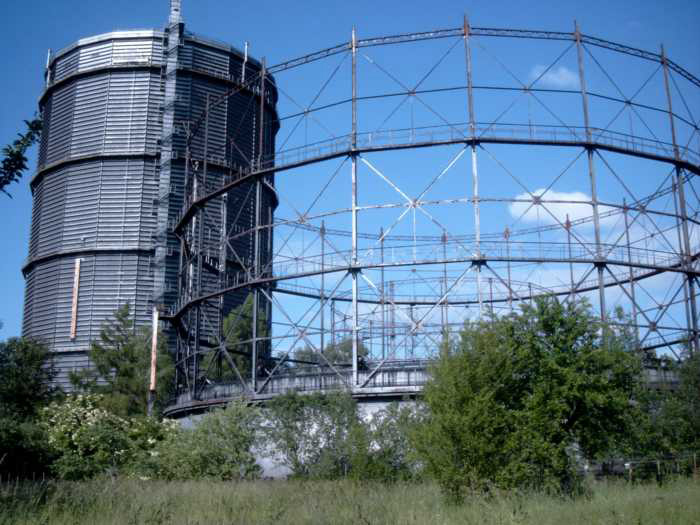
Plynojem v plynárně v Augšpurku
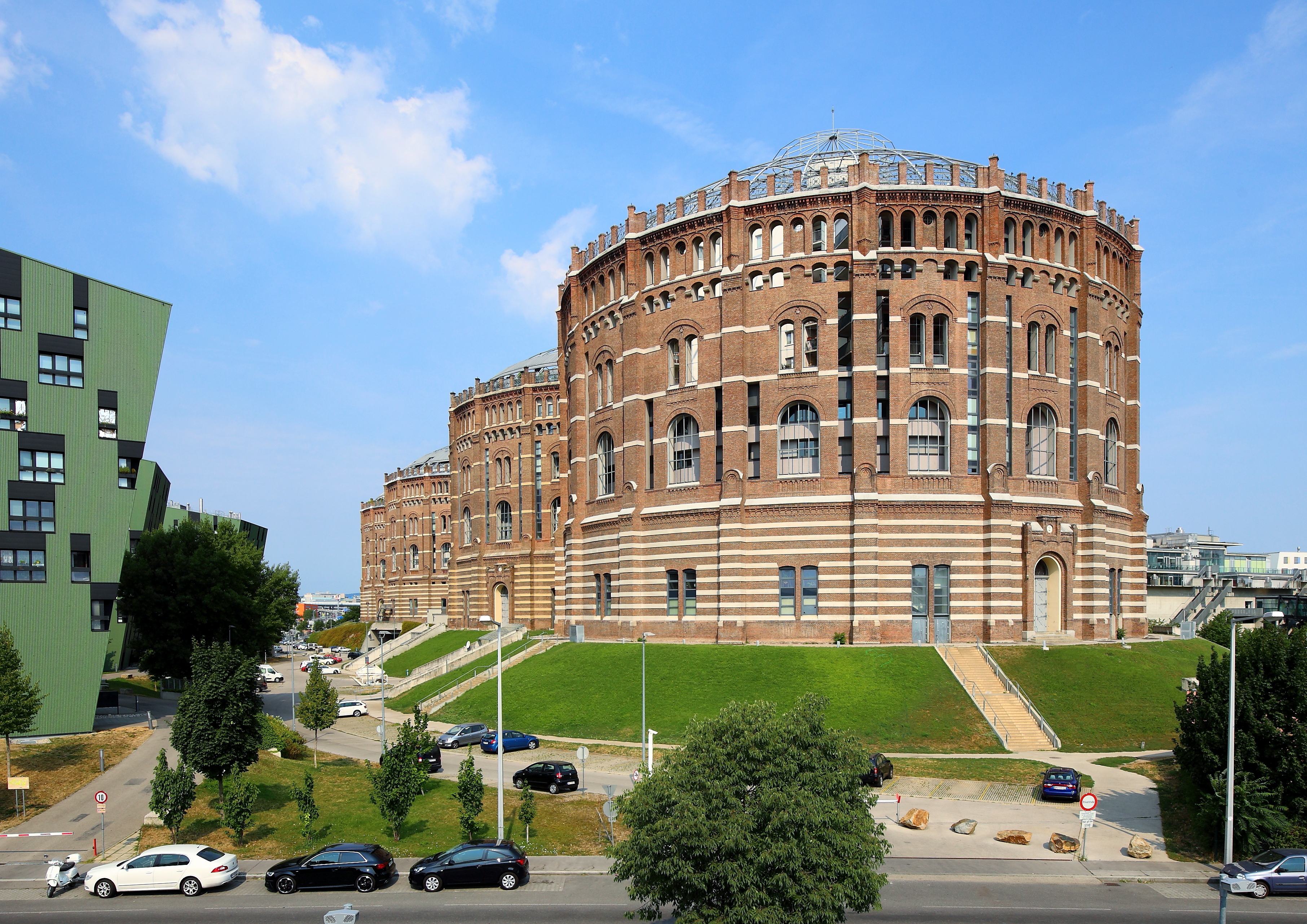
Zděný plynojem ve Vídni